# Chajim Brody
Dr. Chajim Brody, někdy Hayim Brody, také Heinrich nebo počeštěně Jindřich Brody, pseudonym H. Salomonsohn (21. května 1868, Ungvár - 7. května 1942, Jeruzalém) byl český rabín, literární vědec a vydavatel. Stál v čele organizace Mizrachi a spolku Sinai.

## Život

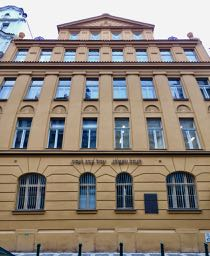
Budova bývalé školy Talmud-Tóra v Jáchymově ulici na pražském Josefově.

Chajim Brody se narodil roku 1868 v Užhorodě, tehdy části Uherska. Jeho otcem byl český rabín a posek Šlomo Zalman Brodyh (1835-1917), potomek rabína Abrahama Brody (1640-1717). Chajimův dědeček z matčiny strany byl talmudista Šlomo Ganzfried. V roce 1899 se oženil s Ester Ehrenfeldovou, dcerou pražského hlavního rabína Nathana Ehrenfelda.
Nejprve navštěvoval školu v rodném Užhorodu a poté studoval tóru a talmud na ješivě v Bratislavě, později v Berlíně na rabínském semináři a Humboldtově univerzitě, kde v roce 1894 získal doktorát.
V letech 1898-1905 působil jako rabín konzervativní židovské komunity ve východočeském Náchodě. Zde se začal věnovat myšlence sionismu a stál v čele náboženské sionistické organizace Mizrachi. V roce 1905 odešel Brody do Prahy, kde vedl školu Talmud-Tora a v roce 1912 se stal vrchním pražským rabínem po svém tchánovi Nathanu Ehrenfeldovi, s jehož dcerou Ellou se v roce 1898 oženil. Tento úřad zastával až do své rezignace v roce 1930, kdy se přestěhoval do Berlína, aby převzal vedení Ústavu pro studium hebrejské poezie (Institut für die Erforschung der hebräischen Dichtung) založeného Salmanem Schockenem.
Když se v roce 1933 v Německu k moci dostali národní socialisté, byl ústav přemístěn do Jeruzaléma, kam v roce 1934 emigroval také Brody. V roce 1937 ovdověl.
Rebe Chajim Brody zemřel 7. května 1942 v Jeruzalémě a byl pochován na hřbitově na Olivové hoře.

## Badatelská a vydavatelská činnost
Brodyho výzkumnou oblastí byla středověká hebrejská poezie a sefardské liturgické básně (pijutim) předášené během židovských bohoslužeb.
Jako výsledek svých studií vydal Brody edici významných středověkých hebrejských básníků (např. Šlomo ibn Gabirol, Šmuel ha-Nagid nebo Moše ibn Ezra).
V roce 1922 redigoval hebrejskou antologii se středověkými duchovními verši Židů vyhnaných ze Španělska v roce 1492 v cizojazyčné knižní sérii Insel Verlag Bibliotheca Mundi, na kterou dohlížel Stefan Zweig.
Spolu s Aronem Freimannem redigoval Časopis pro hebrejskou bibliografii, který založil v roce 1896. Po nějakou dobu byl také tajemníkem literární společnosti Mekize Nirdamim, která byla založena v roce 1864 ve východopruském Elku, který se věnoval publikaci starých hebrejských knih a rukopisů.
Historik Tobias Jakobovits o něm napsal:
| „ | „Jeho pevný charakter se projevil také veřejným přiznáním k sionismu v době, kdy sionismus byl ještě všeobecně nenáviděn. Od samého začátku byl stoupencem sionistického hnutí a všude vystupoval slovem i písmem s hlubokým nadšením pro svoje sionistické přesvědčení.“ | “ |

## Spisy (výběr)
Brody zanechal bohaté literární dílo publikované také pod pseudonymem H. Salamonsohn.
- Divan Abu-el-Hasan Jehuda ha-Levi . H. Itzkowski, Berlín 1930
- Upraveno Me'ir Wiener: Anthologia Hebraica. Poemata selecta a libris divinis confectis usque ad iudaeorum ex Hispania expulsionem (A. MCCCCXCII). Insel Verlag, Lipsko 1922 (série „ Bibliotheca Mundi “)